# Іванова Тетяна Володимирівна
Тетяна Володимирівна Іванова (Набокова) — українська актриса, клоун, учасниця комік-тріо «Магазин Фу» (разом із Сергієм Гладковим і Вадимом Набоковим).
Її найбільш незабутнім образом є Баба з Села Дурнів.
Тетяна Іванова — неодноразова учасниця фестивалів «Сміхота».
Одружена з Вадимом Набоковим. Син Ілля (24.06.1998) та дочка Марія (27.03.2007).

## Фільмографія
- 1991 — Сім днів з російською красунею — працівниця аеропорту
- 1992–1995, 2006 — Маски-шоу
- 1993 — «Магазин ФУ Clouns»
- 1996-2001 — Каламбур
- 2006 — Балади про гусарів — «Марія Федотівна Сохатай»
- 2009 — Посмішка Бога, або Чисто одеська історія — сусідка
- 2009 — Мелодія для шарманки
- 2010 — Люблю 9 березня — дружина чоловіка з ліфта
- 2011 — Заєць, смажений по-берлінськи

| Актор | Це незавершена стаття про акторку. Ви можете допомогти проєкту, виправивши або дописавши її. |